# Retusa umbilicata
Retusa umbilicata är en snäckart som först beskrevs av Montagu 1803.  Retusa umbilicata ingår i släktet Retusa och familjen Retusidae. Arten är reproducerande i Sverige.

## Underarter
Arten delas in i följande underarter:
- R. u. umbilicata
- R. u. nitidula